# 구례군매천도서관
구례군 매천도서관은 전라남도 구례군 소재의 군립 도서관이다.

## 연혁
- 2002년 6월 28일 개관.

## 시설 현황
- 2층: 종합자료실, 아동열람실, 일반열람실
- 1층: 자료보전실, 전자정보실, 사무실, 휴게실, 문화교실

## 이용 안내
이용 시간
- 일반열람실: 09:00 ~ 22:00
- 정보실: 09:00 ~ 18:00
- 종합자료실: 월~토 09:00 ~ 18:00 / 일요일 09:00~17:00

휴관일
- 화요일 및 법정 공휴일